# Monaster Trójcy Świętej i św. Jonasza w Kijowie
Monaster Trójcy Świętej i św. Jonasza – prawosławny męski klasztor w Kijowie, w jurysdykcji eparchii kijowskiej Ukraińskiego Kościoła Prawosławnego Patriarchatu Moskiewskiego.

## Historia
Miejsce, w którym znajduje się monaster, Góra Zwierzyniecka, przez kilka stuleci było uważane przez mieszkańców Kijowa za szczególne, wiązało się z nim wiele religijnych legend, a metropolita kijowski Eugeniusz, badacz historii Cerkwi, nazwał je Ruskim Athosem. Życie monastyczne w tym miejscu zapoczątkował hieromnich Jonasz z nieodległego Monasteru Wydubickiego, który zamieszkał na Górze Zwierzynieckiej w 1860. Jonasz zyskał sławę świętego starca, kijowianie zwracali się do niego z prośbami o rady i pomoc duchową. Następnie do hieromnicha dołączyło dwóch kolejnych mnichów – Gabriel i Hilarion. W 1861 i 1862 Jonaszowi, według tradycji prawosławnej, objawiła się Matka Boża, nakazując utworzyć w tym miejscu monaster. Jonasz rozpoczął wówczas rozbudowę obiektów klasztornych, zamierzając utworzyć skit filialny Monasteru Wydubickiego. W 1864 dwupiętrowy drewniany dom z cerkwią Trójcy Świętej wyświęcił archimandryta Beniamin, przełożony tegoż monasteru. Koncepcja utworzenia samodzielnego klasztoru miała zbyt wielu przeciwników, by mogła zostać natychmiast zrealizowana.
Ostatecznie monaster został założony na terenie podarowanym przez Jekatierinę Wasilczikową, duchową uczennicę hieromnicha Jonasza i małżonkę generał-gubernatora kijowskiego Iłłariona Wasilczikowa; kobieta oddała na ten cel swoją podmiejską daczę i 10 tys. rubli. Wasilczikowa udała się do Petersburga z zamiarem przekonania cara Aleksandra II do wydania ukazu potwierdzającego utworzenie nowego samodzielnego klasztoru. Według historii monasteru na jego oficjalnej stronie część dworzan i duchowieństwa była przeciwna tej koncepcji, a Aleksander II nie potrafił podjąć decyzji. Udał się wówczas do ogrodu na spacer, jednak przed jego bramą został zaatakowany przez Dmitrija Karakozowa. Wstrząśnięty car po powrocie do pałacu poparł powstanie w Kijowie nowego monasteru, a hieromnicha Jonasza mianował jego pierwszym przełożonym. Przy monasterze utworzono szkołę, przytułek dla 30 osób i szpital. Wychowankowie przytułku uczyli się zawodów w pracowniach stolarskich, krawieckich, szewskich, kowalskich; istniały również pracownie ikonopisania, wyrabiania świec, wyplatania. W 1871 przystąpiono natomiast do budowy głównej cerkwi monasterskiej. W 1872 poświęcono jej główny ołtarz pod wezwaniem Trójcy Świętej, a w 1897 drugi ołtarz Wszystkich Świętych. Gotową świątynię konsekrował 13 października 1900 metropolita kijowski Joannicjusz. 
Po rewolucji październikowej działalność monasteru została poważnie ograniczona. Mnisi stracili część budynków; mieściły się w nich następnie kolonia dziecięcia, internat dla robotników, różne pracownie i magazyny. Duchowni zarejestrowali jednak na terenie klasztoru spółdzielnię pracy, w której pozostało 214 mnichów i posłuszników. Do 1934 czynna była monasterska cerkiew. W wymienionym roku świątynię zamknięto, a ostatnich mnichów wywieziono do Kazachstanu; ich dalsze losy nie są znane. Klasztor został ponownie otwarty podczas okupacji niemieckiej, w 1942, a na czele wspólnoty stanął archimandryta Ignacy. W 1949 monaster ponownie zamknięto, a na należących do niego ziemiach powstał ogród botaniczny. Mnisi zostali w większości przeniesieni do ławry Peczerskiej, niektórzy, ukrywając swój stan, zaczęli prowadzić życie w świecie lub trafili do innych klasztorów. W połowie lat 60. XX wieku pojawił się plan przebudowy cerkwi klasztornej na muzeum botaniki, który nie został jednak zrealizowany. Zbezczeszczono grób hieromnicha Jonasza.

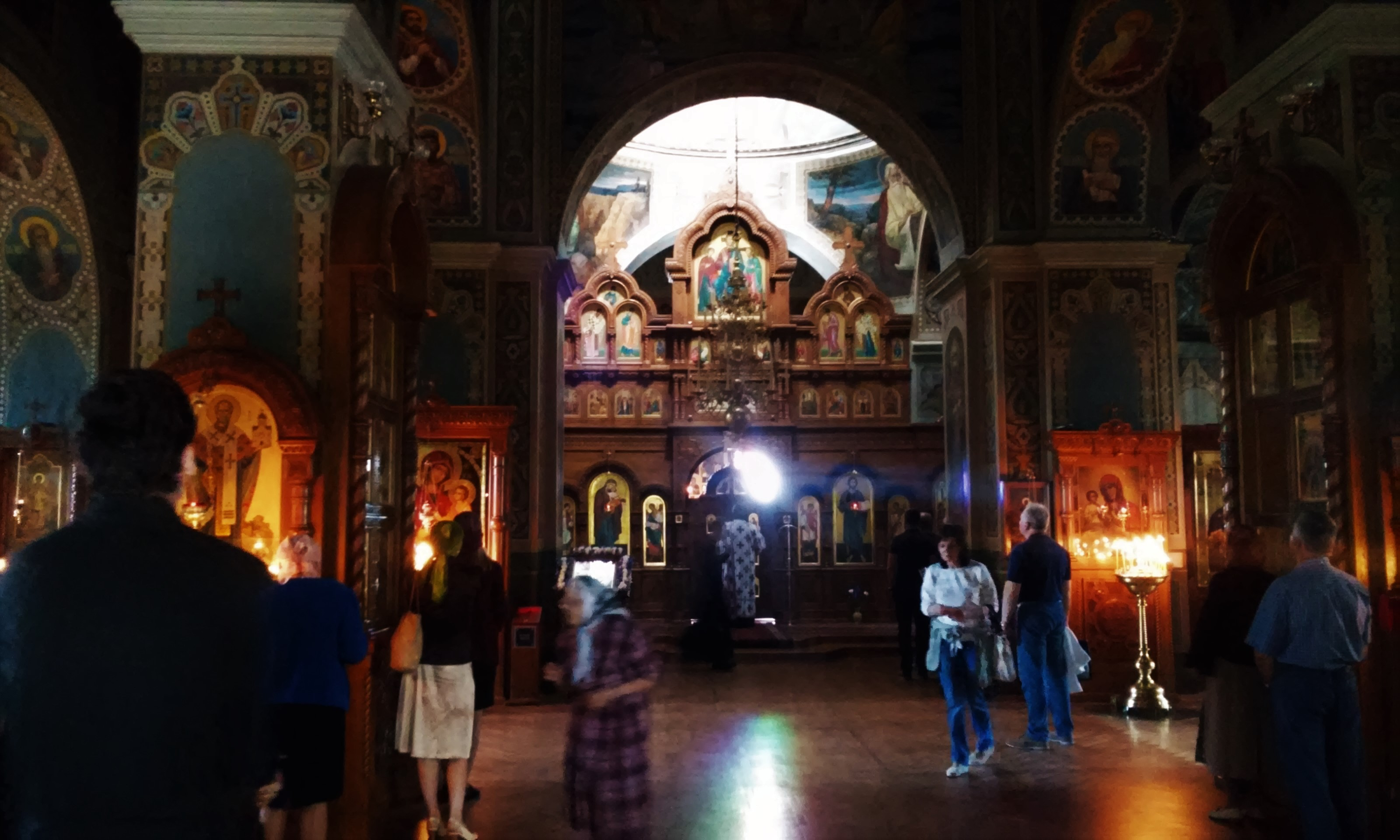
Wnętrze cerkwi monasterskiej

W 1991 monaster został restytuowany, a jego pierwszym przełożonym po ponownym otwarciu został hieromnich Agapit. Odbudowana została cerkiew klasztorna, do której ponownie wniesiono szczątki hieromnicha Jonasza, którego w 1995 ogłoszono świętym.